# Hybomitra albicoma
Hybomitra albicoma är en tvåvingeart som beskrevs av Wang 1981. Hybomitra albicoma ingår i släktet Hybomitra och familjen bromsar. Inga underarter finns listade i Catalogue of Life.